# Філомена Моретті
Філомена Моретті (італ. Filomena Moretti, нар. 11 червня 1973, Сассарі, Сардинія, Італія) — італійська класична гітаристка. Закінчила консерваторію Сассарі, отримавши першу премію. Після закінчення школи продовжила навчання у Руджеро К'єза (італ. Ruggero Chiesa). У 1993 році Філомена Моретті отримала грант на продовження навчання у Оскара Гілья (італ. Oscar Ghiglia) в Музичній академії Кіджи (італ. Accademia Musicale Chigiana) в Сієні.

## Виступи
Філомена Моретті виграла кілька міжнародних конкурсів:
* 1985—1987 Перша премія та «Mention Spéciale» на конкурсі Мондові
* 1991 Перша премія «Golfo degli Angeli» на конкурсі в Кальярі
* 1992 Друга премія «E. Pujol» на Міжнародному конкурсі Сассарі
* 1993 Перша премія на Міжнародному конкурсі в Стрезі
* 1993 Друга премія на конкурсі ім. Фернандо Сора в Римі
* 1995 Перша премія та «Mention Spéciale» на міжнародному конкурсі в Алессандрії
* 1996 Перша премія на конкурсі «de l'A.R.A.M.».
Філомена Моретті грала в Італії та по всій Європі. Її запрошували деякі з найпрестижніших музичних установ, таких як: «Spiegelsaal im Museum für Kunst und Gewerbe» у Гамбурзі, «Gartensaal im Schloß» у Вольфсбургзі, «Zitadelle Spandau» у Берліні, Кіль, фонд Фредерика Шопена у Варшаві, двічі поспіль Краків, «Società dei concerti», консерваторія Верді в Мілані, «Salone della Musica» в Турині, «The Musicora» в Парижі.
Вона брала участь у кількох майстер-класах з гітаристами Аліріо Діас (ісп. Alirio Diaz), Девід Расселл (англ. David Russell), Джуліан Брім (англ. Julian Bream), Хосе Томас (ісп. José Tomás) та Мануель Барруеко (ісп. Manuel Barrueco).
Філомена Моретті також виступала з провідними оркестрами. Її широкий репертуар включає найважливіші гітарні концерти. У березні 1999 року вона гастролювала по Італії з відомою Люсеро Тена (ісп. Lucero Tena) (кастаньєти). У червні 1999 року виконала концерт М. Джуліані з «Società dei Concerti» в Консерваторії ім. Дж. Верді в Мілані. У Франції виступала на TransClassiques, у La Cigale в Парижі, на музичному фестивалі Flâneries Musicales у Реймсі, на фестивалі Le Festival Radio France у Монпельє, на фестивалі Young Soloist Festival в Антібі. Її концерти транслювали канали Muzik і Mezzo TV. Її також запросив канал France 2.

## Записи
Філомена Моретті записала перші два компакт-диски для Phoenix і Stradivarius Records. Після випуску повного зібрання творів для соло-гітари композитора Хоакіна Родріго у студії звукозапису Stradivarius Records Філомена Моретті була представлена на першій сторінці італійського журналу Classica. У 1998 році вона отримала приз «Золота гітара» за свій запис музичних творів Фернандо Сора під маркою Stradivarius Records. Філомена Моретті також записала два томи творів для лютні Й. С. Баха в перекладенні для класичної гітари у студії звукозапису TransArt Live.

## Дискографія
Дискографія: на Youtube